# Bronisławów (powiat grodziski)
Bronisławów – wieś sołecka w Polsce położona w województwie mazowieckim, w powiecie grodziskim, w gminie Baranów.
W latach 1975–1998 miejscowość należała administracyjnie do województwa skierniewickiego.